# Brassói csata (1916)
A brassói csata az utolsó nagyobb katonai ütközet volt az első világháborúban, amely 1916. október 7. és 9. között zajlott az erdélyi hadjárat során egyfelől a központi hatalmak (Német Császárság meg az Osztrák–Magyar Monarchia), másfelől a Román Királyság erői között. Mivel Brassó Erdély második legnagyobb városa és a legnagyobb erdélyi település volt, amelyet a románok az augusztus-szeptemberi offenzíva során elfoglaltak a térségben, a visszavonuló román erők úgy döntöttek, hogy ott hídállást építenek ki. Amikor azonban annak védelme tarthatatlannak bizonyult, a román 2. hadsereg kivonult a városból 1175 foglyot hagyva hátra. Ahogy a románoknak nem sikerült Brassót megvédeniük, úgy a központi hatalmaknak sem sikerült elvágniuk a menekülési útvonalukat, lehetővé téve a románok számára, hogy újraszervezzék erőiket, és – jobb vezetés mellett – meghiúsítsák a német és osztrák–magyar próbálkozást, hogy áttörjék a régió hegyeit a következő hónapban.

## Háttér
Románia augusztus 27-én hadat üzent Ausztria-Magyarországnak, majd két nappal később elfoglalta Brassót, amely 41 000 lakosával Erdély második legnagyobb városa volt a csaknem 63 000 lakosú Kolozsvár mögött. A németek hamarosan megerősítették az osztrák–magyarokat, és a két központi hatalom szeptember végén ellentámadásba lendült a térségben. Október elején a román 2. hadseregnek sikerült meghiúsítania a központi hatalmak támadását, de – ahelyett, hogy kihasználta volna győzelmét – váratlanul visszavonultak, nehogy a központi hatalmak kiszorítsák őket. A fél erejével bíró román 2. hadsereg védelmi vonala október 5-én megtört, s a brassói csata október 7-én megkezdődött.

### Brassó román megszállása (augusztus 27–29.)

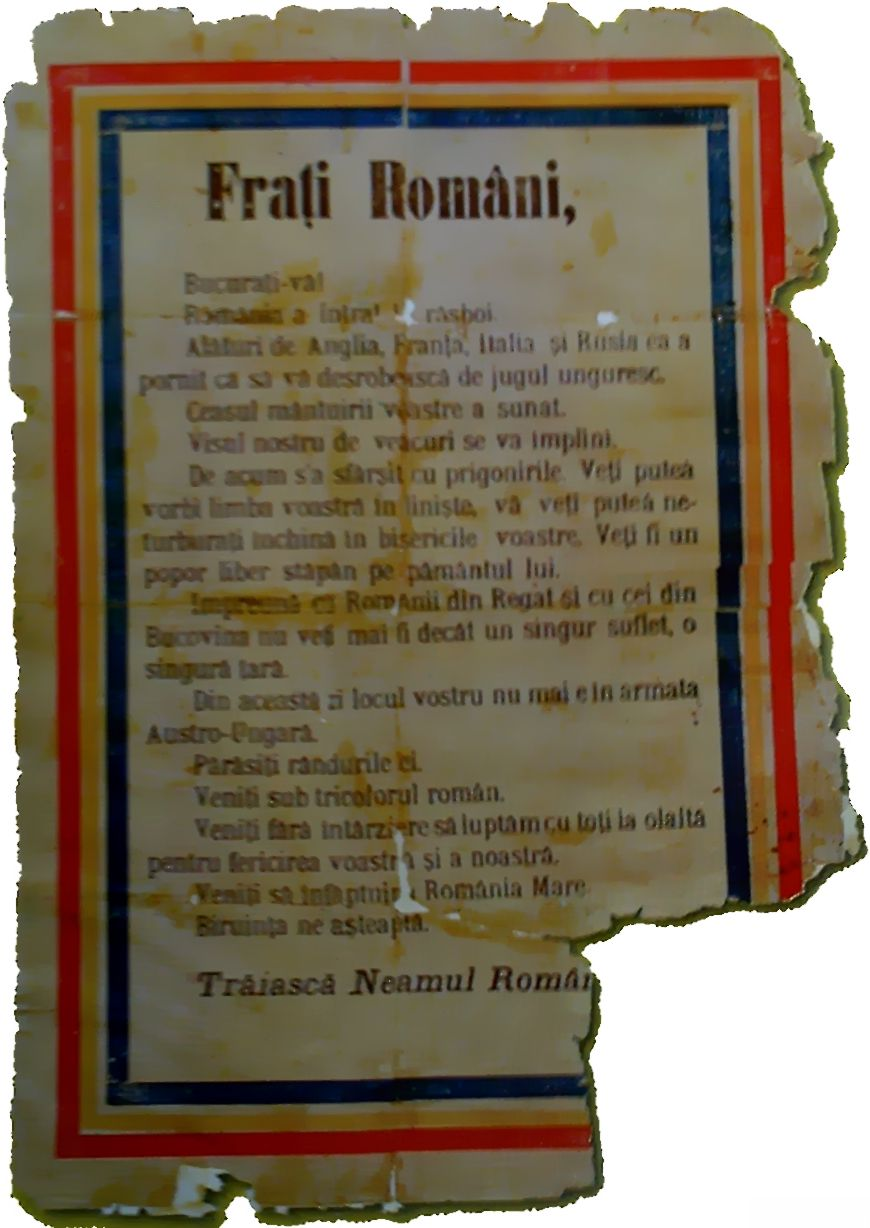
A Román Hadsereg Brassó felett ledobott légideszantjának röplapja, amely a román offenzíva támogatására szólítja fel a helyi lakosságot

A román 2. hadsereg Alexandru Averescu tábornok parancsnoksága alatt augusztus 27-én éjjel fedőerejével gyorsan elűzte a határt védőket. Előrehaladtával a románok elkezdtek összeütközni az osztrák–magyar 82. gyalogezreddel, amelynek 1. zászlóalja a IV. páncélvonat segítségével három román ezredet állított meg. Augusztus 28-án egész nap kitartottak, és csak aznap este szorultak vissza. Nyugaton a 2. és 3. zászlóalj is élénk küzdelmet vívott, annak ellenére, hogy a lőszerük fogytán volt. Estefelé az 1. zászlóalj Brassóba vonult vissza. Ugyanazon az éjszakán az osztrák–magyar kormánytisztviselők zűrzavar és szenvedés jelenetei közepette kivonultak a városból. A pánikoló, kétségbeesett magyarok és németek megkísérelték elérni a várost elhagyó vonatokat. A románok augusztus 29-én délután benyomultak Brassóba. A városon belül alig zajlottak harcok, kivéve azt, hogy a román tüzérség megsemmisítette a Brassóból induló utolsó szerelvényt. Aznap délután a brassói román nemzetiségű delegáció átadta a várost a 6. román gyalogezred parancsnokának. 17 óra körül a román hadsereg alakulatai bevonultak Brassóba, és a város főterén parádéztak. 

### További fejlemények (szeptember–október)
Brassó elfoglalása után Averescu tábornokot szeptember 7-én áthelyezték a román 3. hadsereg parancsnokságához. Lecserélése, Grigore C. Crăiniceanura komoly leminősítést jelentett, s a vezetésben megdöbbenést váltott ki, mivel a vezérkar egyes tagjai őt nem tartották alkalmasnak, Alexandru Marghiloman pedig – a Konzervatív Párt vezetője – odáig ment, hogy azt mondta: „Hogy lehetséges ez? … Nem csinált ilyen egész életében, össze van zavarodva, és teljesen kimerült." A 2. hadsereg problémáit tovább növelte, hogy erejét szeptember közepén felére csökkentették, amikor három hadosztályát máshová küldték. Crăiniceanuval éles ellentétben Averescu – John Buchan történész szerint – „a legtehetségesebb román tábornok volt”. Október elején a 89. német hadosztályt súlyosan érintő ellentámadás után a románok váratlanul visszavonultak, megakadályozva, hogy a németek körülzárják őket. A németek csak később, október 4-én érték el a román védelmi vonalat Brassótól nyugatra, amely a Persányi-hegység nyugati lejtőin, a németek és osztrákok által Geisterwaldként ismert erdőben húzódott.

### Geisterwaldi csata (október 5.)
A német 9. hadsereg előrenyomult, hogy megtámadja a román vonalat a Geisterwaldban október 5-én. A kezdeti német támadásnak minden látható nehézség nélkül sikerült felmennie a meredek lejtőn, de mielőtt kihasználhatták volna előnyüket, több erőteljes román ellentámadást is vissza kellett verniük. Aznap korán reggel a német tüzérség rég nem látott pokoli tüzet nyitott. Dél felé, amikor a német ágyúk még mindig a román erődítményeken dörömböltek, a románok ellentámadást indítottak. A halált megvető csoportok többször is betömték a német tüzérség által vonalaikban tépett széles réseket, bár azok olyan erősek voltak, hogy három román ellentámadást is visszavertek. A német tüzérségi tűz heve egyre emelkedett a délután folyamán, amikor a németek megrohamozták a magaslatokat, és nem ütköztek többé ellenállásba. A még élő románok félelmükben eldobták fegyvereiket. A támadó német csapatok egy véres és hátborzongató védelmi vonalat rohamoztak meg: felperzselt földet, összetört holttesteket és nyögdécselő sebesülteket, valamint a végsőkig kitartó túlélőket. A pusztító tűz ellenére néhány román csodálatos szívóssággal és elszántsággal haladt előre. Viszonylag kevesen nyomultak a vasúti töltés 50 méteres körzetébe, ahol célzott puska- és géppuskatűzben estek el. Október 5-én éjjel a románok elvesztették a Geisterwaldot. Crăiniceanu növekvő pánikját a Geisterwaldon keresztül történő sietős visszavonulása bizonyította. A pánik teljesen úrrá lett rajta, és munkatársai azt hitték, elment az esze. Az erdőből visszavonuló románok néhány száz foglyot és 48 különböző méretű fegyvert hagytak hátra. Október 6-án a bukaresti hivatalos jelentések először hagytak fel a reménnyel, és bejelentették, hogy Dél-Erdélyben a román hadsereg a túlerő elől visszavonul.

## A csata
Amikor a 9. hadsereg október 7-én Brassóhoz közeledett, egyes alakulatai védelmi állásokba ütköztek. Miután a német tüzérség felszámolta az elszánt román ellenállást, a 187. gyaloghadosztály csapatai (két ezred) behatoltak a város északi részébe, ahol a következő éjszaka folyamán további elszánt ellenállásba és ellentámadásba ütköztek. Másnap reggel, amikor felszállt a köd, a németek rájöttek, hogy ellenséges katonák helyezkednek el közöttük és hadosztályuk többi része között. Edwin Sunkel tábornok brassói két ezrede és a 187. ezred között román gyalogos falak álltak. A jól irányzott tüzérségi tűz gyorsan feloszlatta a román alakulatokat, de azok hamarosan újrarendeződtek és kezdtek előretörni, annak ellenére, hogy a tüzérségi lövedékek következtében lyukak keletkeztek ütközővonalaikban. A román lövészek töretlenül haladtak Barcaszentpéter felé, mígnem a német géppuskák és kézi lőfegyverek feltartóztatták őket. A románok visszahúzódtak kiinduló állásaikba, kivéve néhányukat, akik kukoricatáblákban találtak fedezéket, ahonnan többszöri próbálkozás ellenére sem tudták kifüstölni őket. A románok nem vonultak vissza, de nem is folytatták támadásukat. Brassóban házról házra dúltak a harcok, hiszen a városban tartózkodó két német ezred elkeseredett küzdelmet vívott a város határában. Az erőteljes román ellentámadások többször is kudarcot vallottak. Október 8-án az 51. Honvéd Gyaloghadosztály kapaszkodott felfelé, és megtámadta a Brassó nyugati és északi részeit uraló magaslatokat. A németek és magyarok a Honvéd Hadosztály egy dandárjának kíséretében lassan szétszórtak több román zászlóaljat. 15 óra körül heves lövöldözés hallatszott észak felől. Curt von Morgen tábornok 89. hadosztálya végre megérkezett, és megtámadta a Barcaszentpétert körülvevő románokat, bár nem sikerült egészen a faluig benyomulnia. A hadosztálynak soha nem sikerült helyreállítania a lerombolt hidakat, a rossz felderítés és a kisebb román ellenállás egyaránt hozzájárult a lassú haladáshoz. A katonák elfáradtak, a parancsnokok pedig nem tudtak a lehetőségről, hogy az azonnali támadás a falut ostromló román hadosztályokat részleges kereszttűznek tette volna ki. Ehelyett néhány lövés leadása után a német gyalogság megkezdte a táborozást. 8-adika végére a románok számára világossá vált, hogy Brassót nem lehet megtartani, és az utóvéd egységeket is kivonulásra utasították. A németek városon belüli és kívüli kilátóikról egész éjszaka figyelték a románok visszavonulását, és próbálták géppuskatűz alatt tartani őket. A katonai felszerelésekkel és hadizsákmánnykal megrakott, katonákkal teli vonatot magára hagyták. Alighogy világos lett, a 187. gyalogezred bevonult a városba, amelynek összes templomtornyában a harangok győzelmi eufóriát kongattak.

### „Halálárok” a Bertalan pályaudvaron

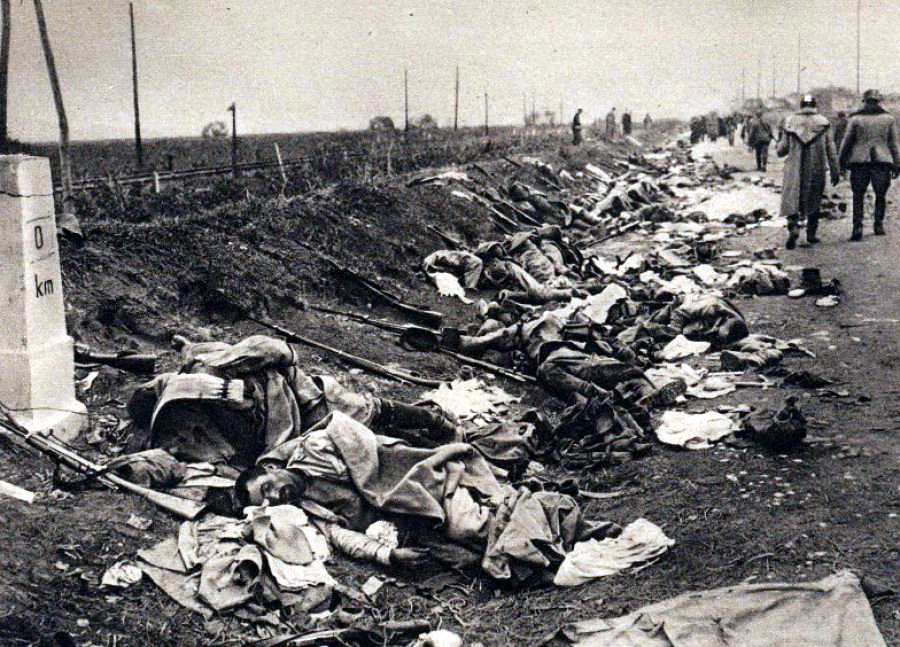
Elesett román katonák a Bertalan pályaudvaron

A Brassó-Bertalan pályaudvartól jobbra a 24. gyalogezred 168 fős százada Tekucstól 200 méterre a vasút mentén állt fel, hogy megvédje a várost a Méheskert felől érkező támadással szemben. Az egész kompániának csak egy géppuska állt rendelkezésére. A csata hevében a román katonák nem vették észre, hogy balszárnyuk teljesen nyitva van. A német felderítés gyorsan felfedezte a gyenge pontot, és a sötétséget kihasználva a 189. ezred géppuskás szakasza csendesen besurrant egy ötméteres romos raktárba távol a román lövészároktól, míg más kézigránátos német katonák foglaltak állást a románok mögött. A németek két-három perc alatt lekaszálták a teljes, 168 katonából álló századot. Egy német haditudósító utólag így írta le a jelenetet: „A halott társaság most a földön, az út szélén, ember ember hatán fekszik, ahogy a csata napján elestek a géppuskák rémisztő tüze alatt, rémült tekintettel, sápadt arcukon és széttárt karokkal, mintha védekezni próbálnának az őket ért szerencsétlenségtől.”

## Utóhatások
A brassói csata véget ért. A németek 1175 foglyot ejtettek és 25 tüzérségi eszközt zsakmányoltak. Erich von Falkenhayn, aki egy feketehalomi templomtoronyból figyelte a harcokat, több üzenetet küldött von Morgennek, és felszólította, hogy haladjon tovább. 9-én reggel von Falkenhayn berontott von Morgen barcaföldvári főhadiszállására. Kifejezte nemtetszését, és megparancsolta a 89. hadosztálynak, hogy „maradjon a visszavonuló ellenségre tapadva”. A németek azonban, mivel a rossz utak és a nehéz terep éppúgy hátráltatták, mint a román ellenállást, nem tudták elvágni azok menekülési útvonalát.  
A brassói csata két napig, 1916. október 7-től 9-ig tartott. Mivel a németek nem tudták elvágni a románok menekülési útvonalát, ez súlyos következményekkel járt a központi hatalmakra nézve. Alexandru Averescu tábornok, aki a csata után visszatért a 2. hadsereg parancsnokságához, sikeresen legyőzte a központi hatalmakat a Predeal Pass-i csata során. Védelme zseniálisnak bizonyulna, mivel november első napjaira a központi hatalmak nem haladtak át a 6,4 km-re lévő román határon. A román oldalon a románok Erdélybe való kezdeti előrenyomulásuk során elfoglalt utolsó jelentős hely ismét a központi hatalmak ellenőrzése alá került, amitől a bukaresti morál tovább zuhant. A kaotikus előkészületek megkezdték a kormány székhelyének keletre költöztetését, és egyesek megkérdőjelezték a központi hatalmakkal való háború bölcsességét, aminek eredményeképpen külön béke megkötésére irányuló javaslatok születtek. A román király és miniszterelnök azonban eltökélte a harcot. A „kiábrándító” fogolyejtés ellenére Falkenhayn biztos volt abban, hogy elég kárt okozott a 2. román hadseregben, hogy az még erősítéssel sem tudna komolyan ellenállni neki. Averescu tábornok a következő hónapban alaposan rácáfolt Falkenhayn bizakodására.  
Románia volt az egyetlen kis hatalom az első világháború alatt, amelynek sikerült megszállnia egy európai nagyhatalom területét, és egyik több tízezer lakosú városát egy hónapig (augusztus 29-től október 7-ig) megtartani. egy teljes naptári hónapon át (1916. szeptember). Nehéz ehhez hasonlót találni, mivel a kisebb hatalmak aligha tudták megtámadni a nagyhatalmakat. A háború alatt Bulgária megszállta Szerbiát (Morava offenzíva, Ovče Pole Offensive), Romániát (turtucaiai csata, bazargici csata) és Albánia egy részét (Albánia bolgár megszállása), de ezek mind kisebb hatalmak voltak. Az egyik hasonló példa a szerb invázió az Osztrák–Magyar Bosznia Szerémség vidékére. 1914. szeptember 6-án Radomir Putnik tábornagy parancsot adott az első számú szerb hadseregnek, hogy keljen át a Száván az osztrák-magyar Szerémségbe. Szeptember 11-ig a szerbek 20 mérföldnyire hatoltak be osztrák–magyar területre. Ugyanezen a napon azonban a szerbek előrenyomulása megtorpant, és szeptember 14-re kiürítették a Szerémséget.

## Fordítás
- Ez a szócikk részben vagy egészben  a   Battle of Brassó (1916) című angol Wikipédia-szócikk ezen változatának fordításán alapul.  Az eredeti cikk szerkesztőit annak laptörténete sorolja fel. Ez a jelzés csupán a megfogalmazás eredetét és a szerzői jogokat jelzi, nem szolgál a cikkben szereplő információk forrásmegjelöléseként.